# سونی اکسپریا سی
سونی اکسپریا سی یک گوشی هوشمند اندرویدی مجهز به صفحه لمسی است که توسط ارتباطات همراه سونی طراحی، توسعه و تولید شده‌است. این گوشی که در نمایشگاه موبایل آسیا که در ژوئن ۲۰۱۳ در شانگهای چین برگزار شد، رونمایی شد، بازار چین را هدف قرار داد. اکسپریا سی با وجود عرضه محدود در برخی از کشورها، توانست فروش بسیار خوبی داشته باشد و در ۳ ماه اول از زمان عرضه، یک میلیون دستگاه به فروش رفت.
سونی اکسپریا C3 به عنوان جانشین این گوشی در ژوئیه ۲۰۱۴ معرفی و در اوت ۲۰۱۴ عرضه شد.